# China (rosa)

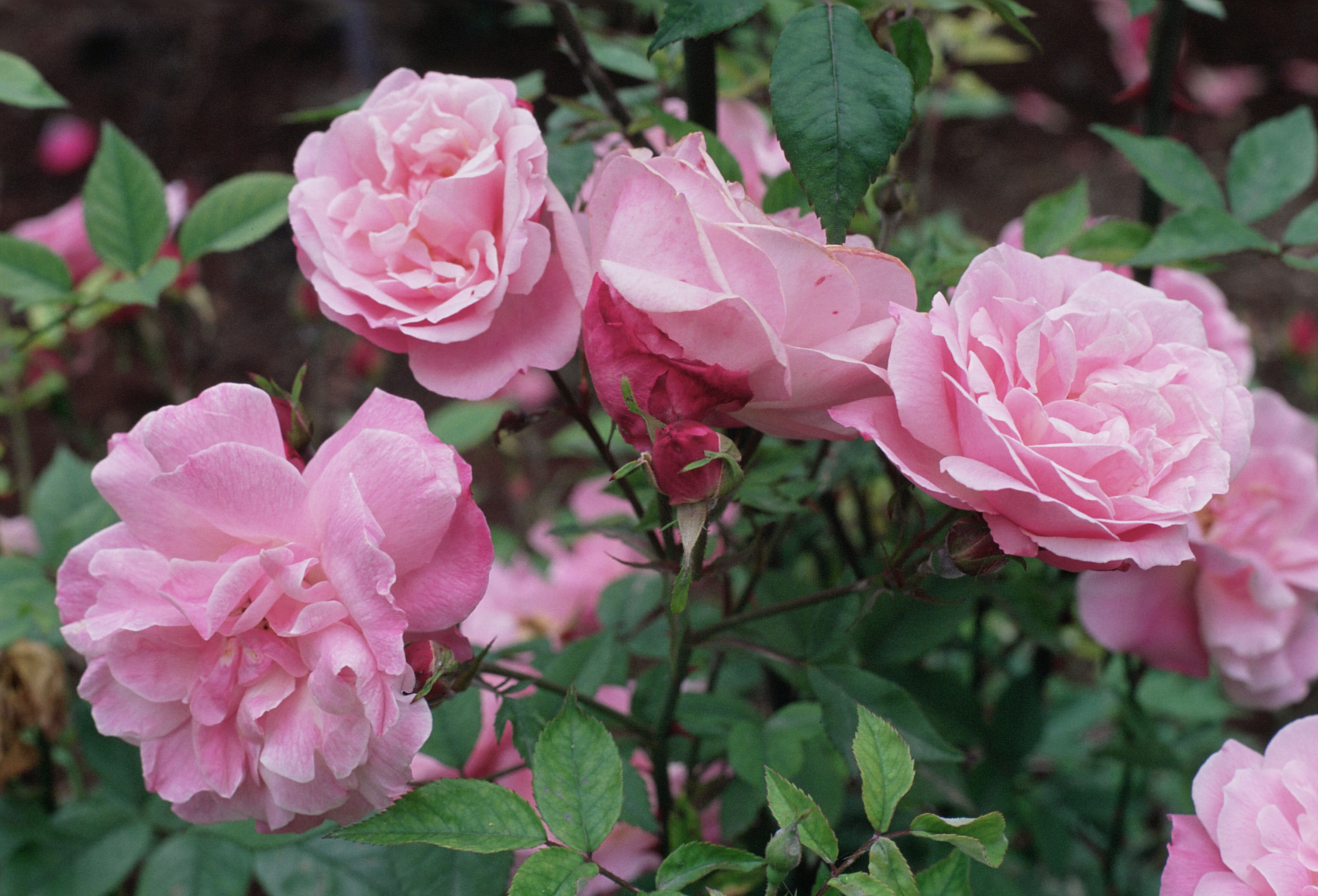
Rosa China 'Parson's Pink China' u 'Old Blush', uno de los "parentales China"

Rosas China también llamadas China, es un grupo de  rosas antiguas de jardín, basado en Rosa chinensis, se han cultivado en el Este de Asia durante siglos. Han sido cultivadas en Europa occidental desde el siglo XVIII. Estas contribuyen en gran medida a la filiación de rosas híbridas de hoy. y trajeron un cambio en la forma de las flores que se cultivarían después en Europa.
En comparación con las clases más antiguas de rosa conocidos en Europa, las rosas chinas tenían menos flores fragantes, pequeñas prorrogados en pares, arbustos más sensibles al frío. Sin embargo, podrían florecer en repetidas ocasiones a lo largo del verano y hasta finales de otoño, a diferencia de sus homólogos europeos. Las flores de las rosas de China también se destacaron por su tendencia a "bronceado", o se oscurecen conforme van envejeciendo a diferencia de otras flores que tienden a desvanecerse su color después de la apertura.
Esto las hizo muy convenientes para los propósitos de hibridación en el siglo XIX. De acuerdo con Graham Stuart Thomas, las rosas China son la clase sobre la que se construyen las rosas modernas. Las rosas de exposición modernas deben su forma a los genes de China, y las rosas de China también trajeron brotes delgados que se despliegan al abrir.
La tradición sostiene que cuatro rosas son los parentales China que han contribuido con sus genes 'Slater's Crimson China' (1792), 'Parsons' Pink China' (1793), y las rosa de té 'Hume's Blush Tea-scented China' (1809) y 'Parks' Yellow Tea-scented China' (1824) fueron llevados a Europa a finales de los siglos siglo XVIII y siglo XIX; de hecho, había algo más, por lo menos cinco Chinas sin contar haya sido importado, los tés. Esto provocó la creación de las primeras clases de la floración de repetición en las viejas rosas del jardín, y más tarde las Rosas de Jardín Modernas. Ejemplos: 'Old Blush China', 'Mutabilis' (Butterfly Rose), 'Cramoisie Superieur'.

## Historia
Los Rosales Antiguos son las variedades que existían antes del año 1867. Son poco conocidos en el mercado actual. Poco a poco se van utilizando más, pues son increíblemente fuertes y robustos.
No requieren de muchos cuidados ya que tienen menos problemas de plagas y enfermedades.
Según el historiador de las rosas Brent Dickerson, la clasificación del té se debe tanto a la comercialización como a la botánica; los viveristas del siglo XIX querían etiquetar sus cultivares con sede en Asia como " tés " si poseyeran la forma de la flor del té deseable, y " Chinas" si no lo hicieran. Al igual que el grupo China, los tés no son resistentes en climas más fríos. Ejemplos: 'Lady Hillingdon', 'Maman Cochet', 'Duchesse de Brabant', 'Mrs. Foley Hobbs'.

## Características
Las rosas China tienen apariencias a los rosales antiguos.
No confundir con los "rosa de té".
Pequeños o medianos arbustos remontantes de ramillas abiertas, largas y endebles.
Flores simples o dobles, que aparecen en solitario o en grupos de 2 a 13. Floración de verano a otoño.
Poseen folíolos acuminados y brillantes. Necesitan posición protegida (muy sensibles al frío). Son recomendables para bancales y borduras.

## Selección de cultivares
Algunas de las variedades de rosa China y obtenciónes conseguidas por distintos obtentores.

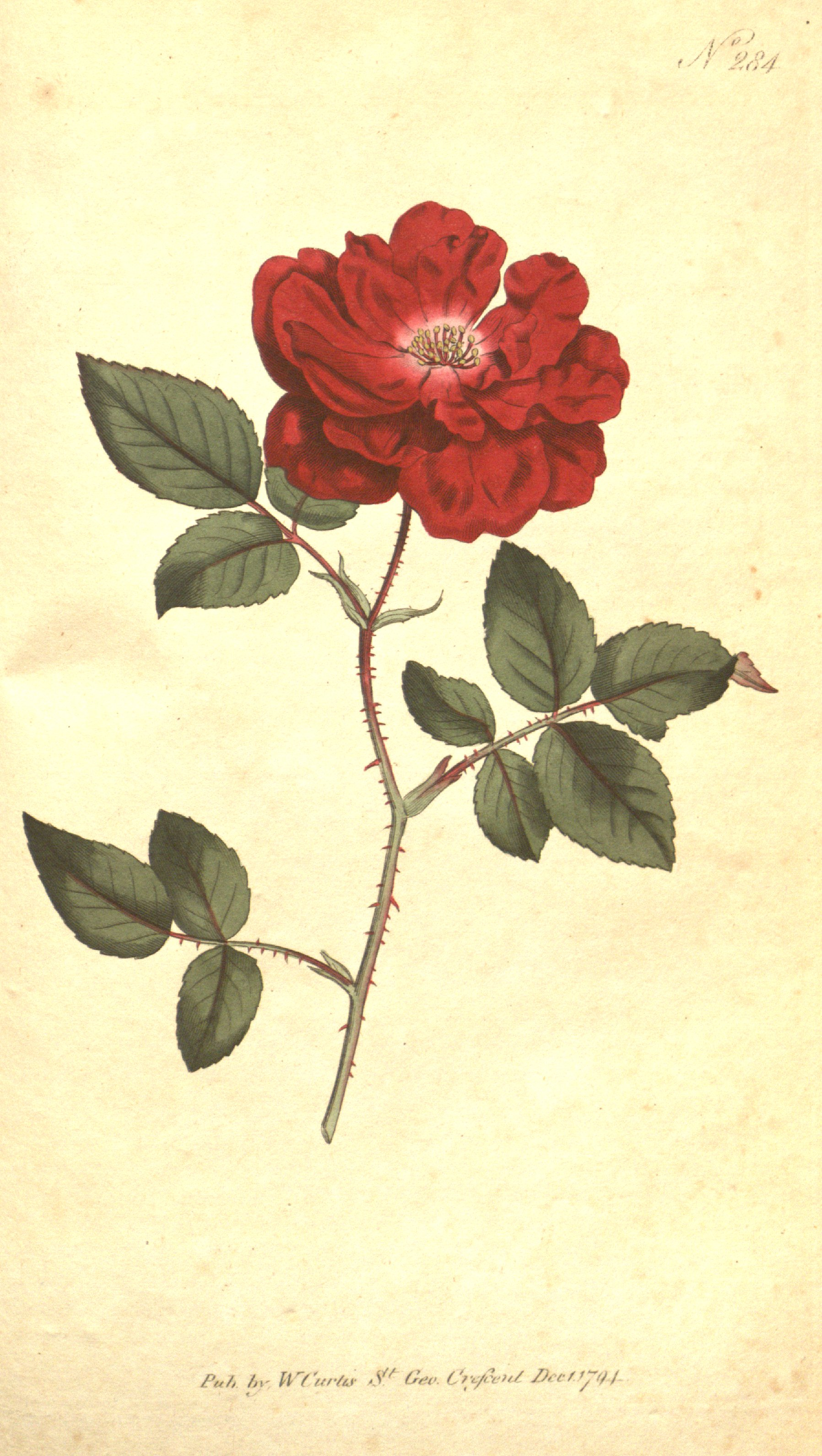
'Slater's Crimson China', < 1789.
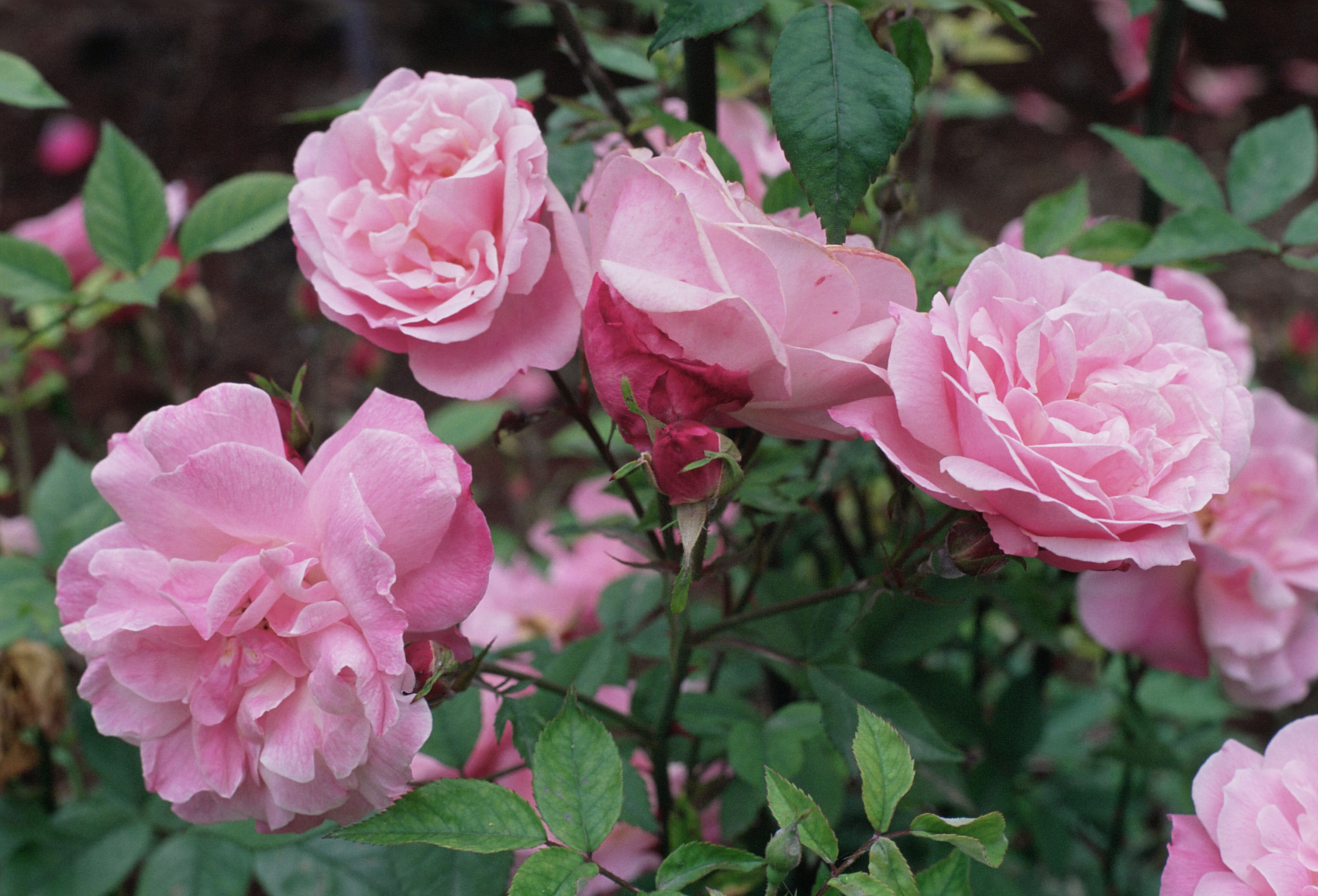
'Old Blush', < 1790.
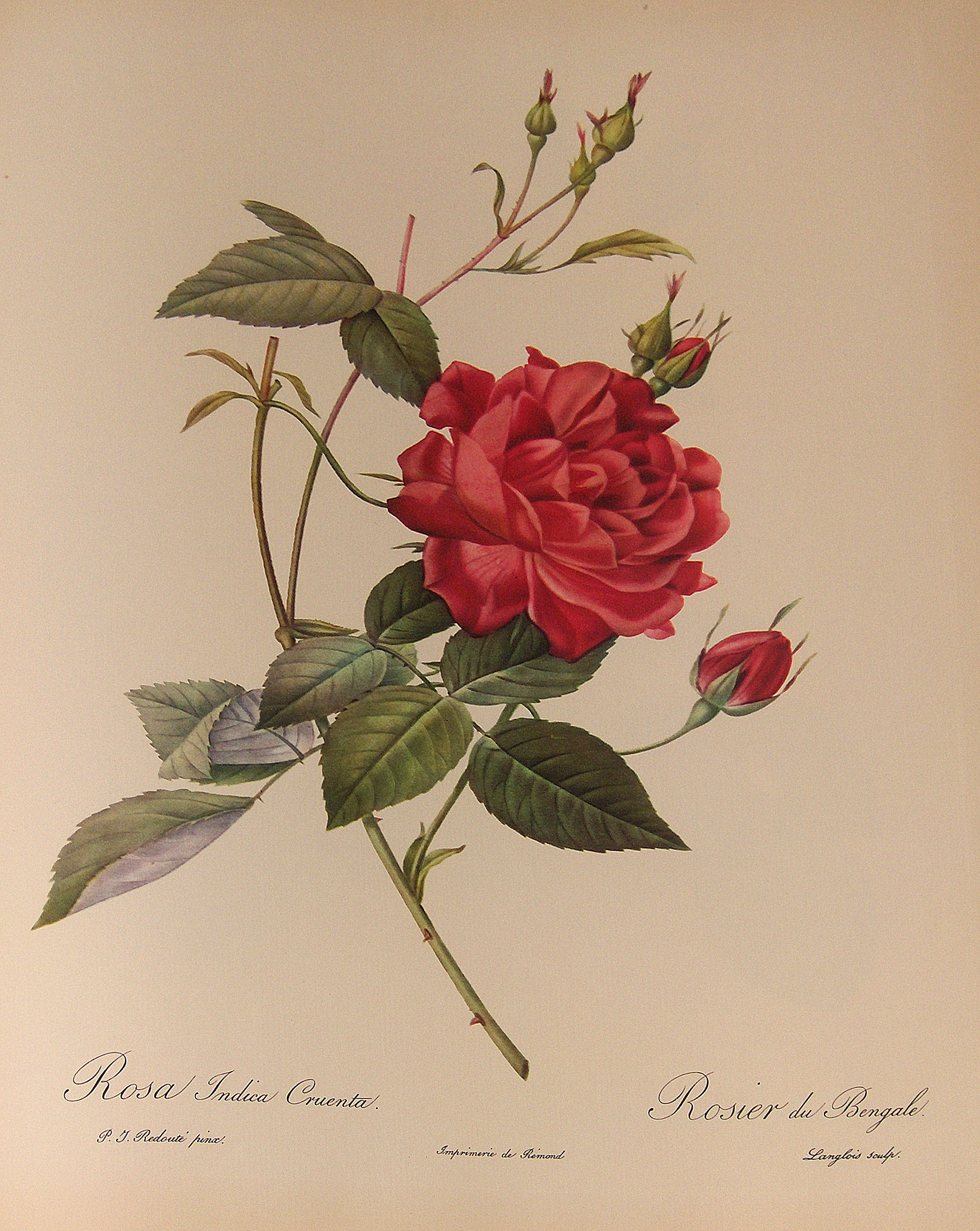
Rosa chinensis var. cruenta, antes de 1810.
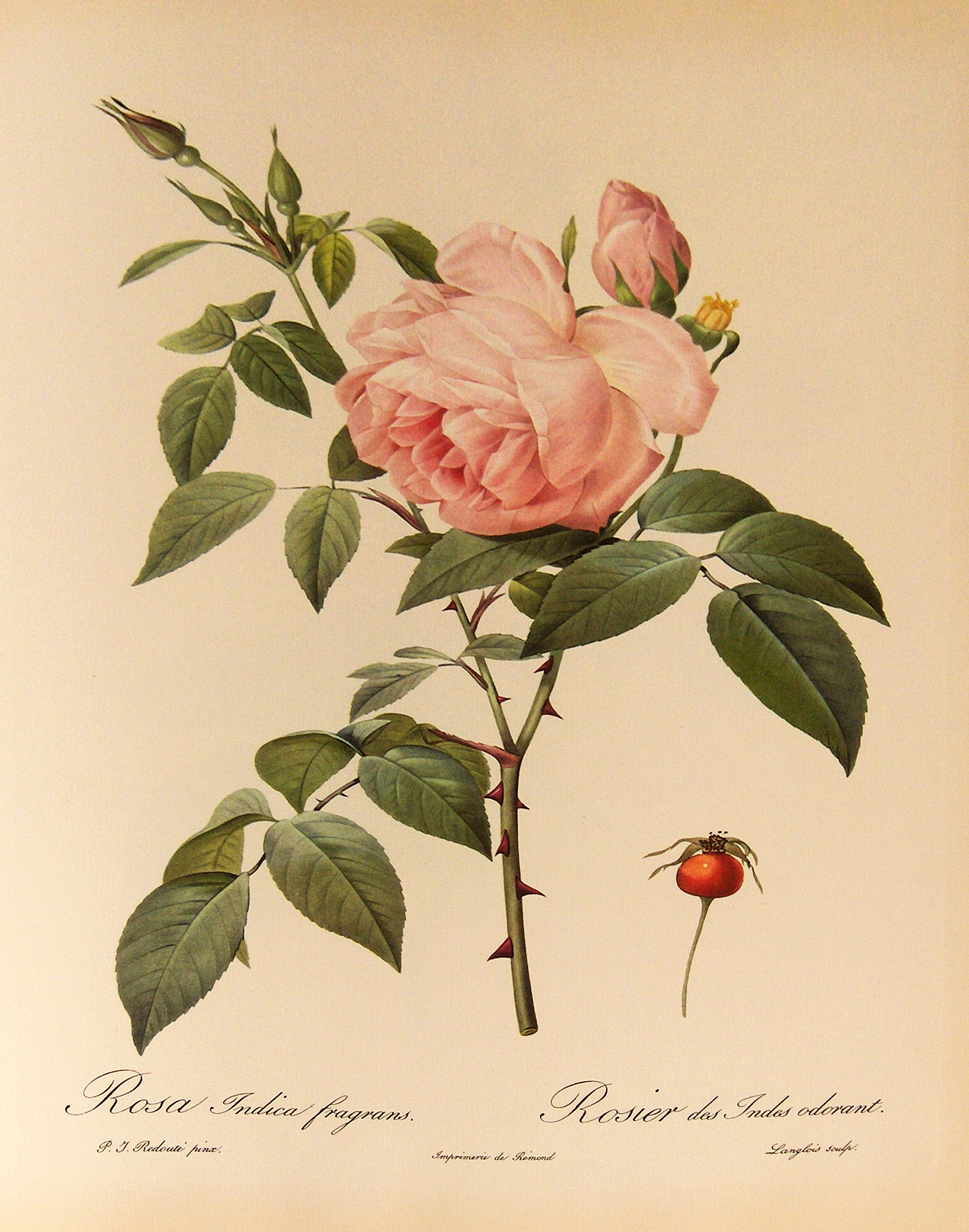
Rosa indica fragrans, antes de 1810.
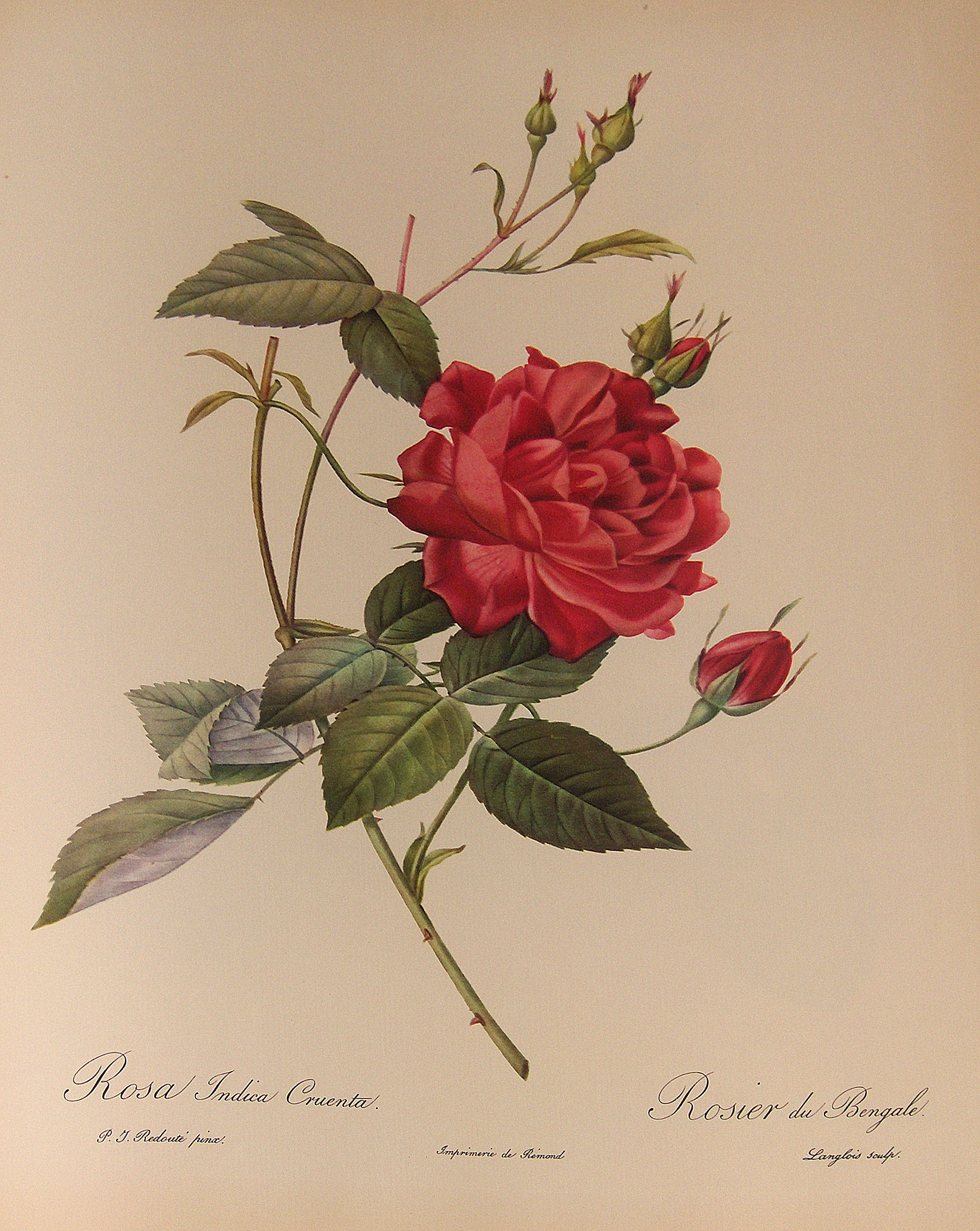
'Sanguin', < 1810.
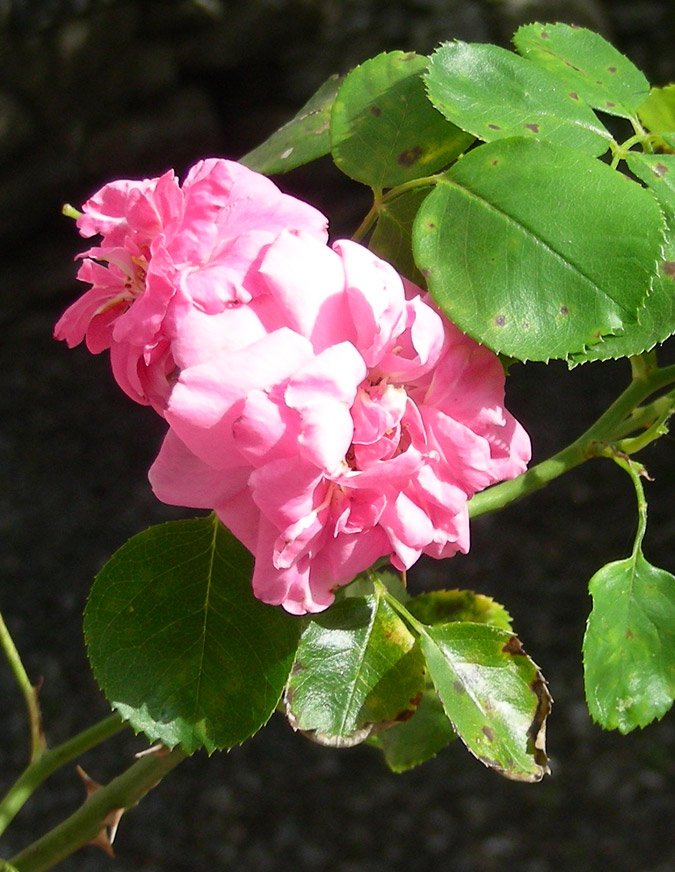
'Champneys' Pink Cluster', (Champneys ~1811).
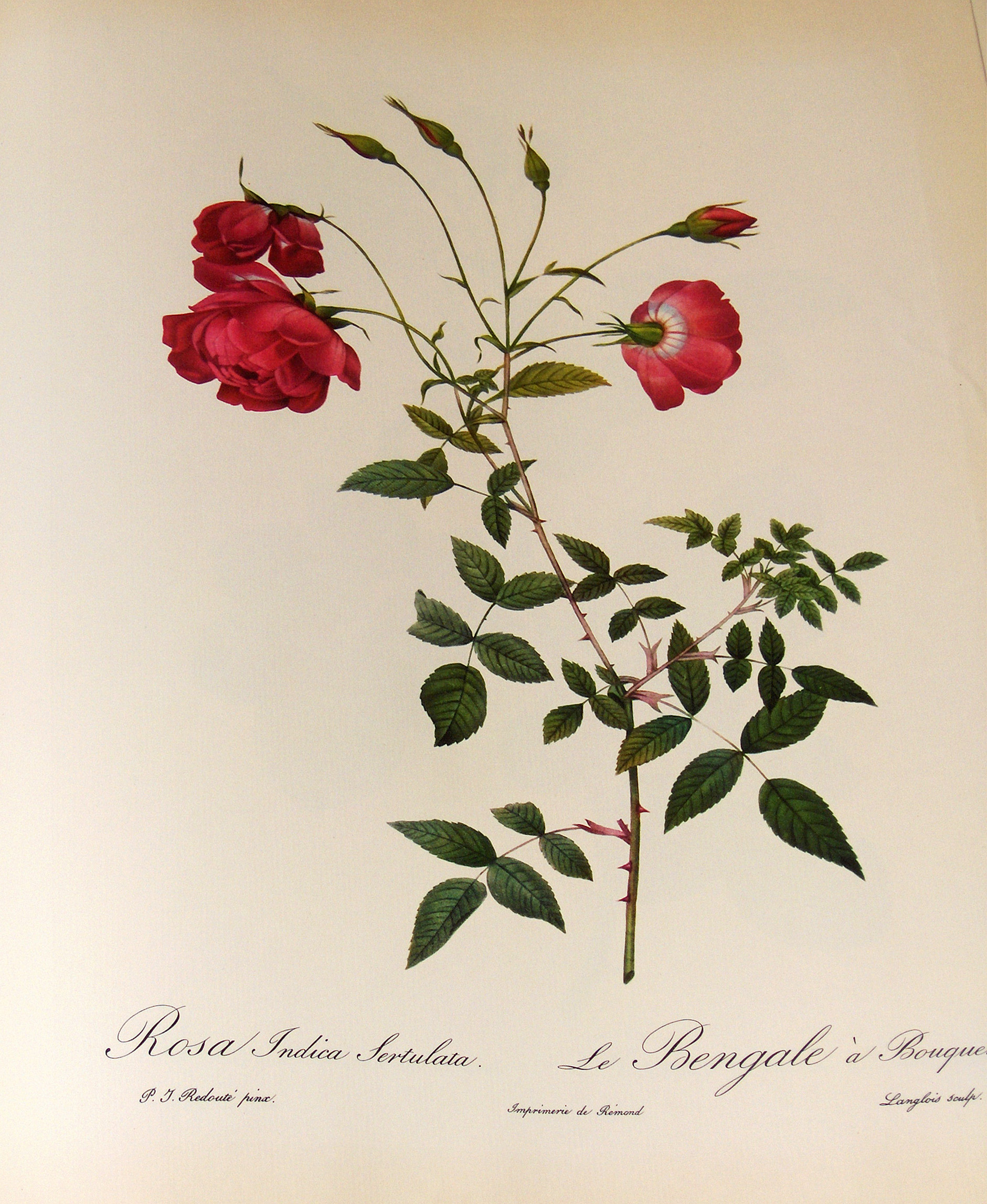
Rosa indica sertulata, antes de 1818.
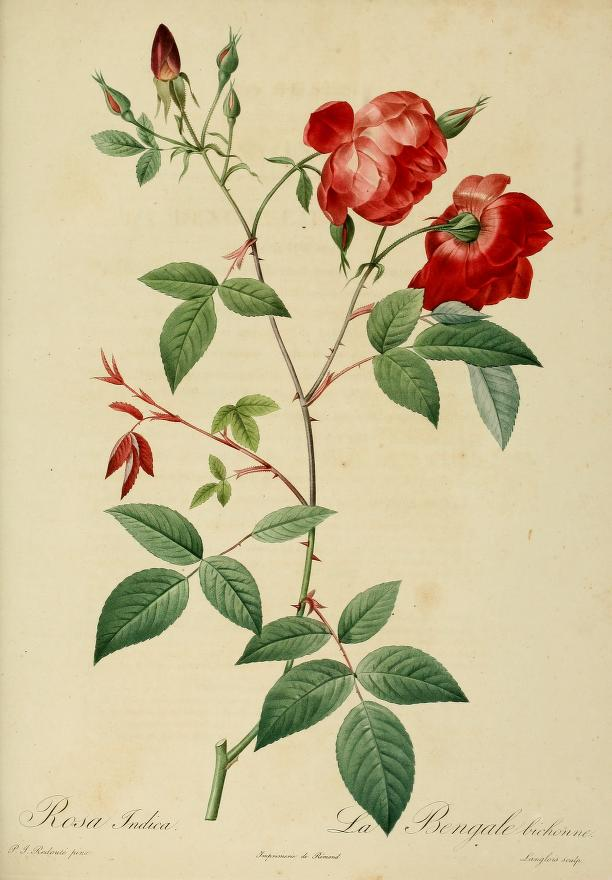
'Bengale Bichonne',  (Gauche <1820).
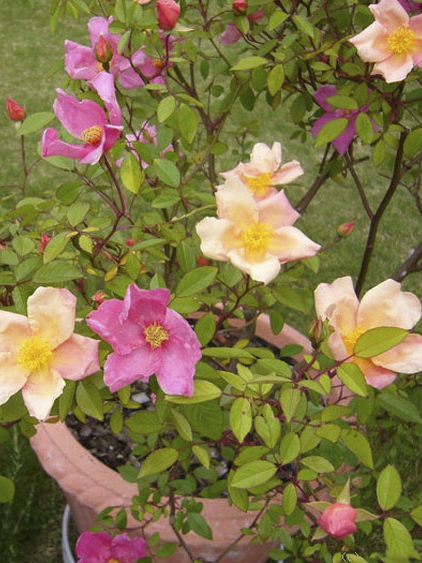
'Mutabilis', < 1894.
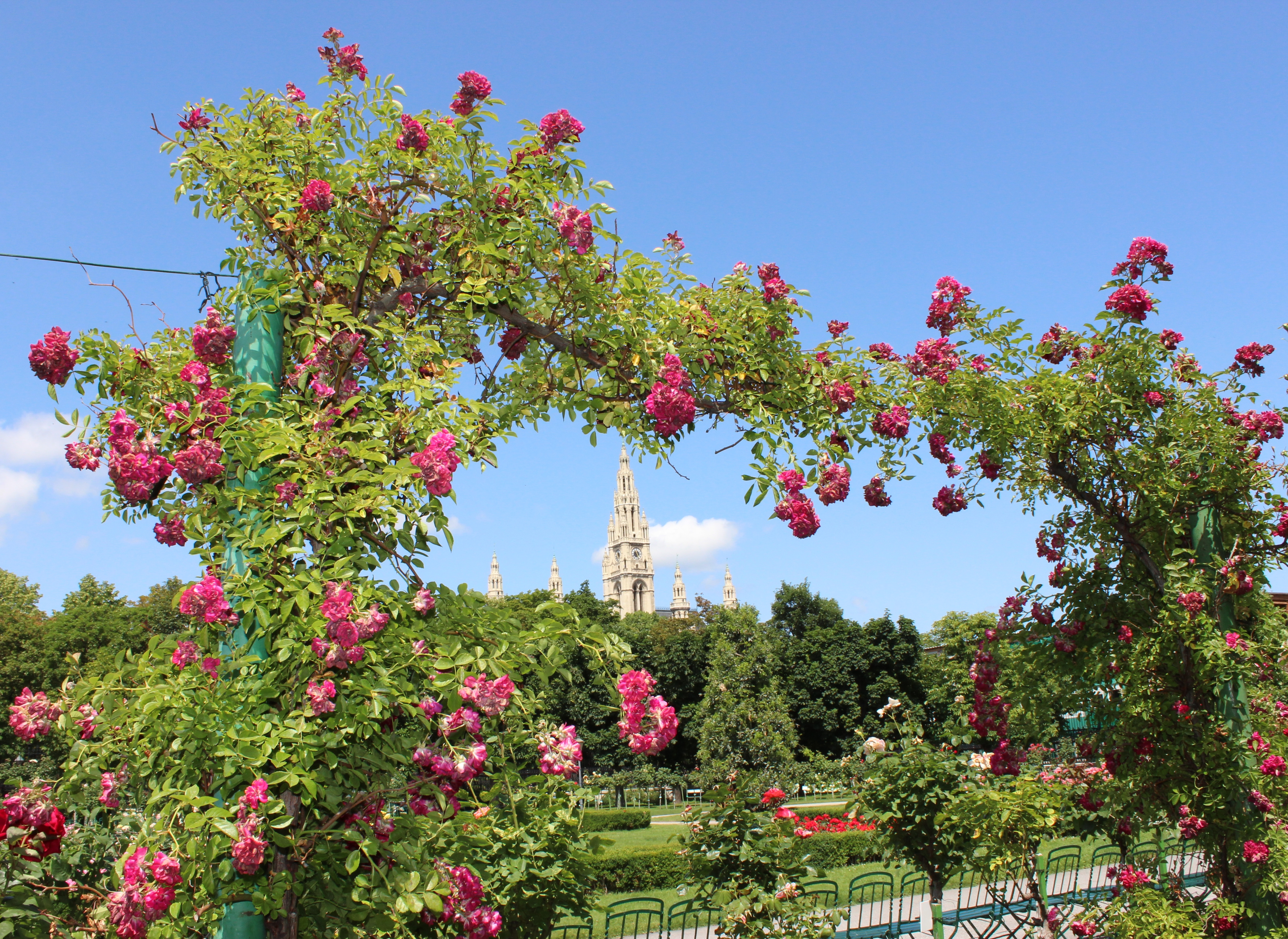
'Werners Liebling', (Werner 1902).
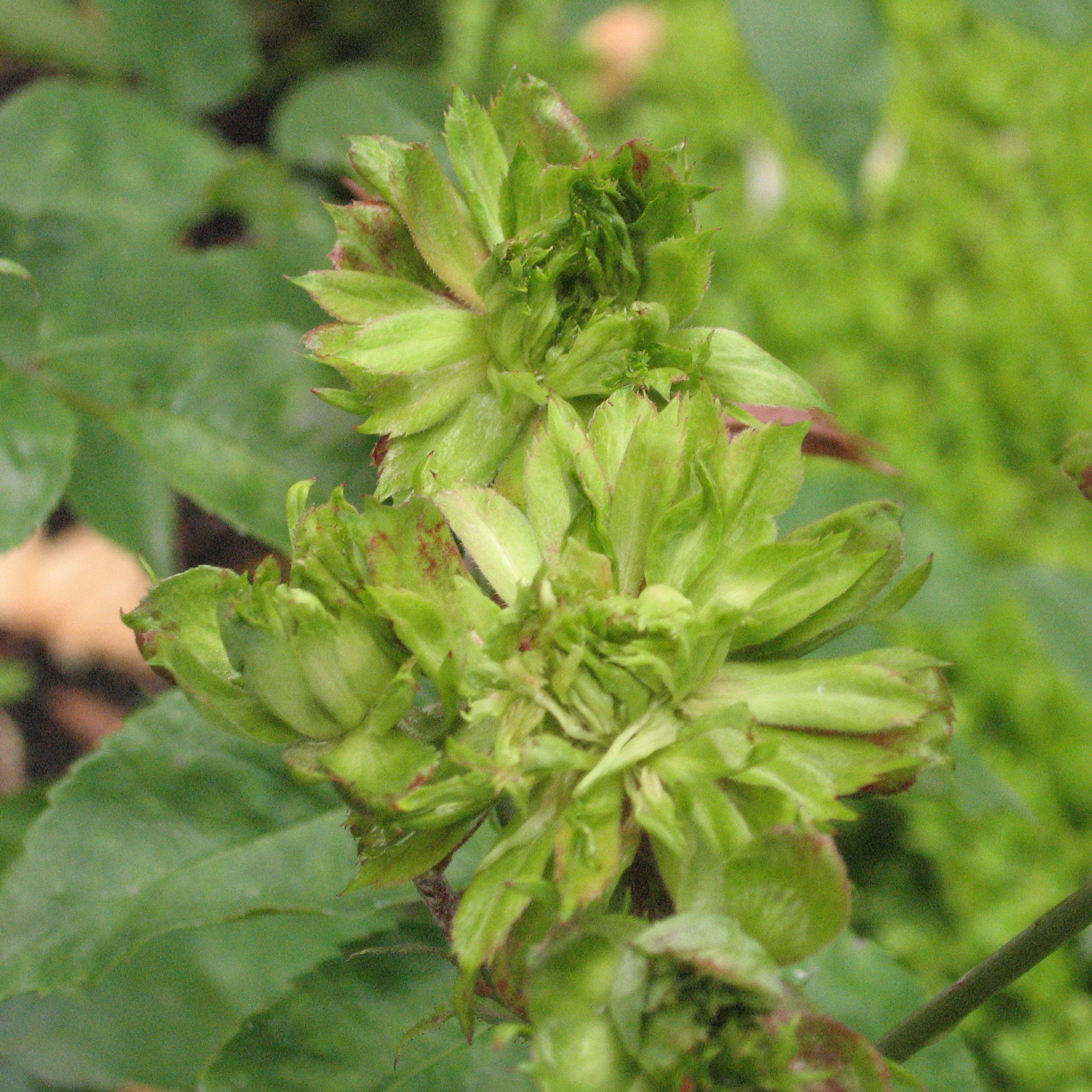
'Viridiflora'.
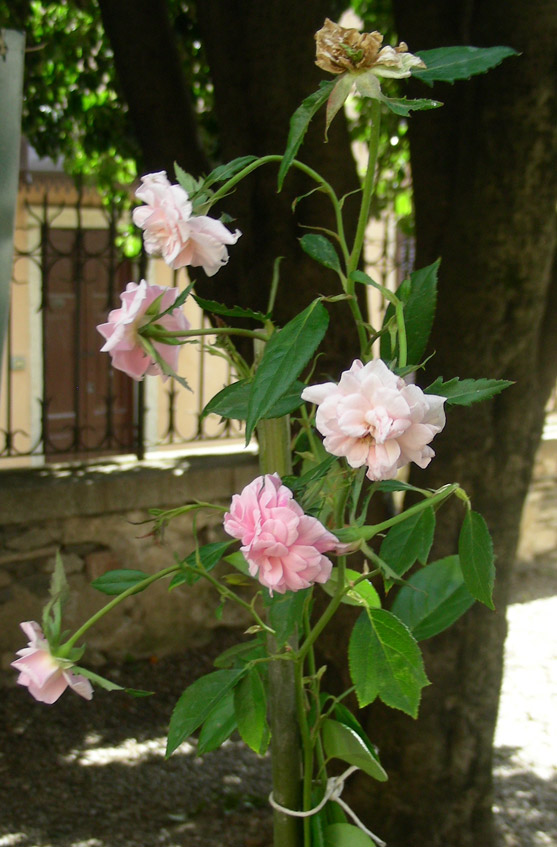
'Bloomfield Abundance', (Thomas 1920).
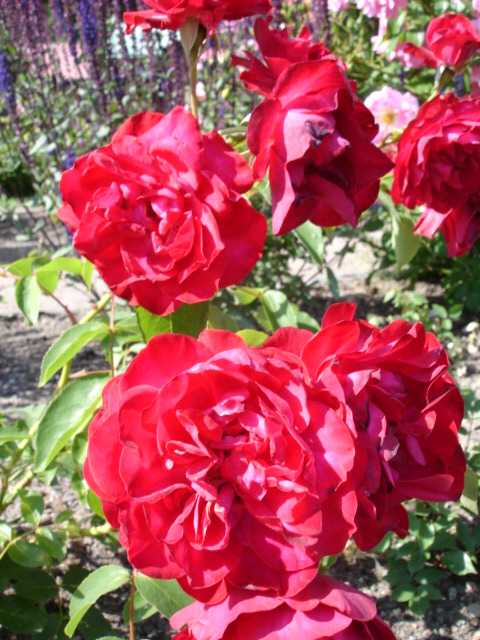
'Bengale Rouge',  (Gaujard 1955).
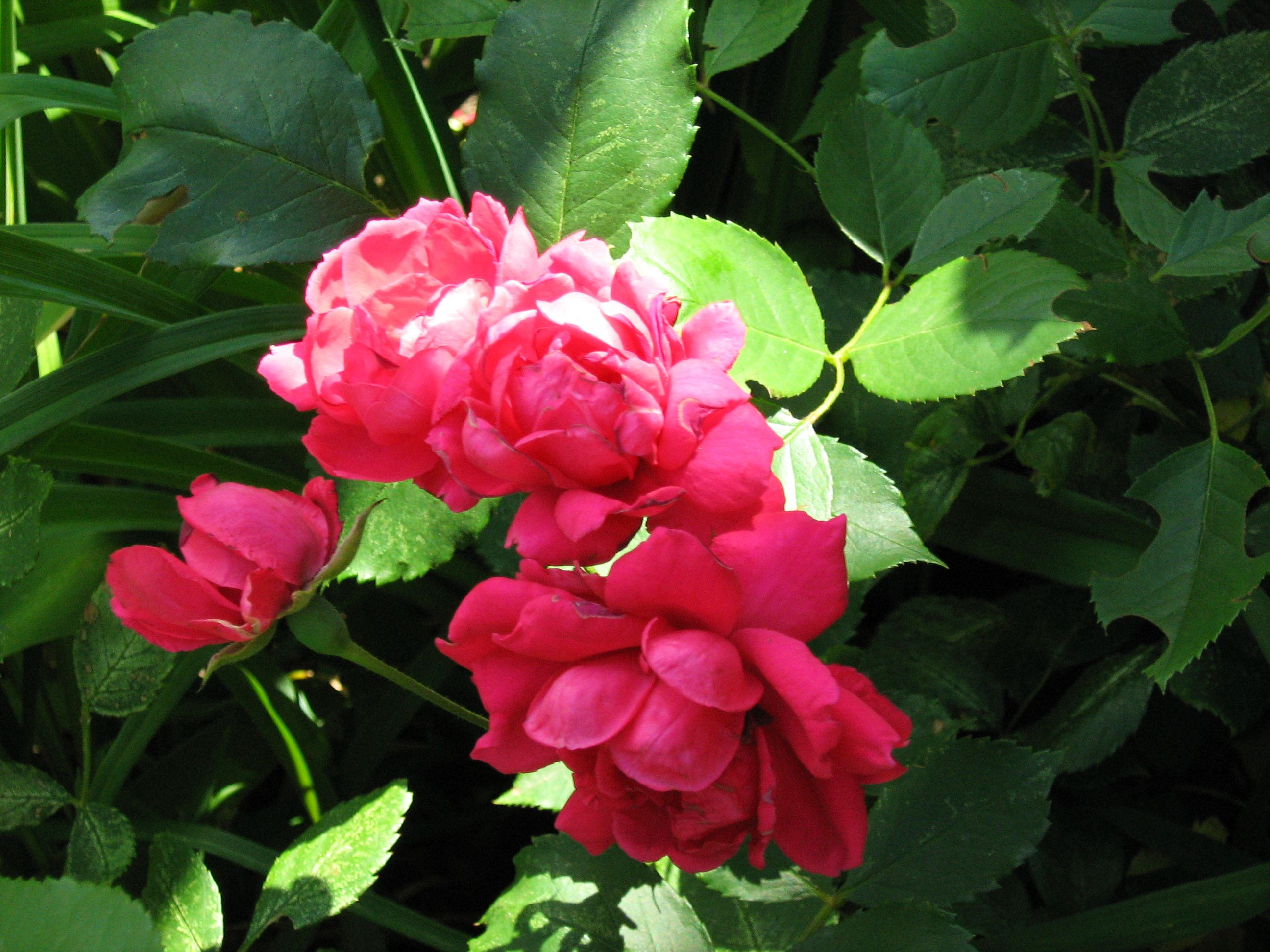
'Semperflorens Gracilis',  (Szczurowski 2005).